# Мандарински језик
Мандарински (упрош: 官话; трад: 官話; пин: Guānhuà; досл. 'језик службеника'), такође познат мандарински кинески и као или беифангхуа (упрош: 北方话; трад: 北方話; пин: Běifānghuà; досл. 'северни дијалект'), је група повезаних кинеских дијалеката који се говоре широм највећег дела северне и југозападне Кине. Када се узима као независан језик, што се често чини у академској литератури, мандарински дијалекти се говоре више од било ког језика.
Мандарински језик може да се односи на два различита концепта: 
- на стандардни мандарински језик (путунхуа/гуоју), који се заснива на мандаринском дијалекту који се говори у Пекингу. Стандардни мандарински функционише као званичан говорни језик у Народној републици Кини,[1] Републици Кини (Тајван),[2] и као један од званичних језика у Сингапуру. „Кинески“ — заправо стандардни мандарински — је један од шест званичних језика Уједињених нација.[3]
- на све мандаринске дијалекте који се говоре у северној и југозападној Кини, термин који користе лингвисти.

У свакодневној употреби, „мандарински“ се односи само на стандардни мандарински (Putonghua/Guoyu). Шира група мандаринских дијалеката састоји се од разних сродних дијалеката, од којих су неки међусобно разумљивији од других. То је групација коју дефинишу и користе углавном лингвисти, и није у широј употреби ван академских кругова. Уместо тога, када тражите да опишу говорну форму коју користе, Кинези који користе мандарински ће описати варијанту коју говоре као на пример „Сечуански дијалект“ или „Североисточни дијалект“, и сматраће те разлике као део стандардног мандаринског језика; неће сматрати да га у ствари лингвисти класификују као облик „мандаринског“ у ширем смислу. Као што и не постоји општи „мандарински“ идентитет заснован на језику; уместо тога, постоје снажни регионални идентитети окупљени око појединих мандаринских дијалеката, због широке географске распрострањености народа који њиме говори.
Овај чланак ће се усредсредити на шири смисао мандаринског језика — велике групе разних северних и југозападних кинеских дијалеката, а не само на „стандардни мандарински“.
Као и код других варијетета кинеског језика, постоји значајан спор да ли је мандарински језик или дијалект.

## Историја
Најважније групе данашњег кинеског језика развијене су из кинеског језика развијеног од старог кинеског и средње кинеског језика.
Већина Кинеза, који живе на пространом подручју од североисточне (Манџурије) до југозападног (Јунана), користе различите мандаринске дијалекте као свој домаћи језик. Преовлађујућа лингвистичка хомогеност (тј. мандарински) широм северне Кине је углавном резултат географије, равнице северне Кине. Насупрот томе, планине и реке у јужној Кини створиле су језичку разноликост. Присуство мандаринског у југозападној Кини пре свега је резултат куге у 12. веку у Сечуану. Ова куга, звана црна смрт, смањила је број становника и изазвала насељавање из северне Кине.
Нема јасне линије раздвајања где средњи кинески завршава а мандарински почиње; међутим, Zhōngyuán Yīnyùn (中原音韵), књига рима из Династија Јуан, углавном се сматра као важна прекретница у историји мандаринског језика. У овој књизи се виде многе карактеристике мандаринског, као што је редукција и нестанак завршног консонанта и реорганизација средњокинеских тонова.

До средине 20. века, већина Кинезе која је живела у јужној Кини говорила је само локални дијалект. Међутим, упркос мешања званичних лица и обичних људи који су говорили различите кинеске дијалекте, пекиншки мандарински је постао доминантан, бар од времена Ћинг династије. Од 17. века, царство је установило језичке академије (упрош: 正音书院; трад: 正音書院; пин: Zhèngyīn Shūyuàn) као покушај да се изговор прилагоди пекиншком стандарду. Ови покушаји нису имали много успеха.
Ситуација се променила стварањем основног школског образовног система у коме је учење стандардног мандаринског постало обавезно. Као резултат, стандардни мандарински данас течно говоре већина људи у копненој Кини и на Тајвану. У Хонгконгу, језик образовања и званичног говоре остао је кантонски језик, али је стандардни мандарински постао врло утицајан.

### Назив и класификација
Израз „мандарински језик“ дошао је од португалске речи mandarim (од малајског menteri  и санскритског mantrin-, што значи министар); то је превод кинеског израза Guānhuà (упрош: 官话; трад: 官話), који дословце значи језик мандарина (царских магистрата). Израз Guānhuà данашњи Кинези често сматрају архаичким, иако га понекад лингвисти користе као заједнички термин који се односи на све варијетете и дијалекте мандаринског, не само стандардног мандаринског. Други израз који се широко користи за све варијетете мандаринског је Běifānghuà (упрош: 北方话; трад: 北方話), или дијалект(и) севера.

## Стандардни мандарински
Са званичне тачке гледишта постоје две верзије стандардног мандаринског језика, пошто Пекиншка влада онај који се говори на копну назива Путунхуа, док тајпешка влада свој званични језик назива Kuo-yü (Guoyu на пинјину).
Технички, и Путунхуа и Guoyu заснивају своју фонологију на пекиншком дијалекту, иако Putonghua узима неке елементе и из других извора. Упоређивање речника штампаних у ове две државе показује да има мало суштинских разлика. Међутим, обе верзије „школског“ стандардног мандаринског су често врло различите од мандаринских дијалеката који се говоре у складу с регионалним обичајима, а ни један није идентичан с пекиншким дијалектом. Путунхуа и Guoyu се такође разликују од пекиншког дијалекта у вокабулару, граматици и употреби.
Важно је напоменути да се изрази „путунхуа“ и „гуоју“ односе на говор, па стога разлика у употреби поједностављених карактера и традиционалних карактера се обично не сматра разликом између ова два концепта.

## Дијалекти
Постоје регионалне варијације мандаринског језика. Оне се манифестују на два начина:
1. Различити дијалекти мандаринског покривају широко подручје на коме живи скоро милијарду становника. Због тога постоје изразите регионалне варијације у изговору, речнику и граматици. Ове регионалне разлике су сличне регионалним верзијама енглеског језика у Енглеској, Шкотској, Ирској, Аустралији, Канада и Сједињеним Државама.
2. Стандардни мандарински говори се у Кини, Тајвану и Сингапуру, као други језик. Због тога га они који говоре оба мандаринска варијетета и Кинези који не говоре мандарински домаћи сматрају мелодичнијим и отменијим од сопствених језика.

Дијалекти мандаринског могу се даље поделити на осам категорија: пекиншки, југоисточни, Ђи Лу, Ђијао Лијао, Жонгјуан, Лан Јин, југозападни и Ђијанхуаи мандарински. Ђин се понекад сматра деветом категоријом мандаринског.
И у копненој Кини и на Тајвану, мандарински у предоминантним подручјима Хан кинеског језика се учи још од основне школе. После другог разреда, читав образовни систем је на мандаринском, изузев у разредима с локалним језицима у Тајвану, где се учи четири сата недељно, од средине деведесетих година прошлог века.
Међутим, масовно образовање на мандаринском није избрисало регионалне разлике. На југу, интеракција између мандаринског и локалних варијетета кинеског створила је локалне верзије „северног“ језика које су прилично различите од званичног стандардног мандаринског и у изговору и у граматици.

## Фонологија
Мандарински, као и већина кинеских дијалеката/језика има дуге, развучене слогове, за разлику од многих западних језика који имају кратке слогове.
Број слогова у кинеском је врло мали, јер се сваки слог ствара по матрици: „сугласник затим самогласник затим завршни сугласник (који је или дифтонг или 'н’) плус тон.“ У мандаринском не постоји сваки слог који је могуће створити на овај начин, у пракси постоји само неколико стотина слогова. На пример, у мандаринском недостаје завршни глас „м“. Тако ће људи с тешким мандаринским акцентом енглеску реч „time“ читати као „таи-мм“, или ће чак „м“ читати као „н“.

## Речник
У мандаринском има више вишесложних речи него у другим варијететима кинеског, изузев шангајског, који има више вишесложних речи од мандаринског. Ово је делом због тога што је мандарински претрпео више звуковних промена него јужни варијетети кинеског, и има више хомонима – обично због стварања нових речи сложеницама или додавањем афикса као што су lao-, -zi, -(e)r и -tou. Мали је број речи које су биле вишесложне још од старокинеског језика, као што је hudie (лептир).
Заменице у мандаринском су wǒ (我) „ја“, nǐ (你) „ти“, и tā (他/她) „он/она“, с додатком -мушко (们) који се додаје групи. Дијалекти мандаринског су међусобно сагласни око овога, али нису с другим варијететима кинеског (нпр. шангајски има 侬 нон „ти“ и 伊 ји „он/она").
Затим постоји zánmen (咱们), „ми“ који укључује саговорника, и nín (您), различити начин за „ти“. Упоредни пример могао би бити Sie и du у немачком језику.
Друге морфеме које мандарински дијалекти деле су односне и начинске речце, као што су -ле (了), -же (着), и -гуо (过). Други кинески варијетети користе различите речи у овим контекстима (нпр. кантонски 咗 и 緊).
Захваљујући контактима с централноазијским културама, мандарински има позајмљених речи из алтајског језика којих нема у другим варијететима кинеског, на пример: hútong (胡同) „дрворед, алеја“. Јужнокинески варијетети имају више позајмица из тајландских или аустронезијских језика.